# Halmahera
Halmahera, aussi appelée Gilolo ou Jilolo est une île de la mer de Halmahera située dans le nord-est de l’Indonésie, dans la province des Moluques du Nord. Elle est la plus grande de l'archipel des Moluques avec une superficie de 17 780 km2. Elle est située sur l'équateur et compte environ 180 000 habitants.

## Situation

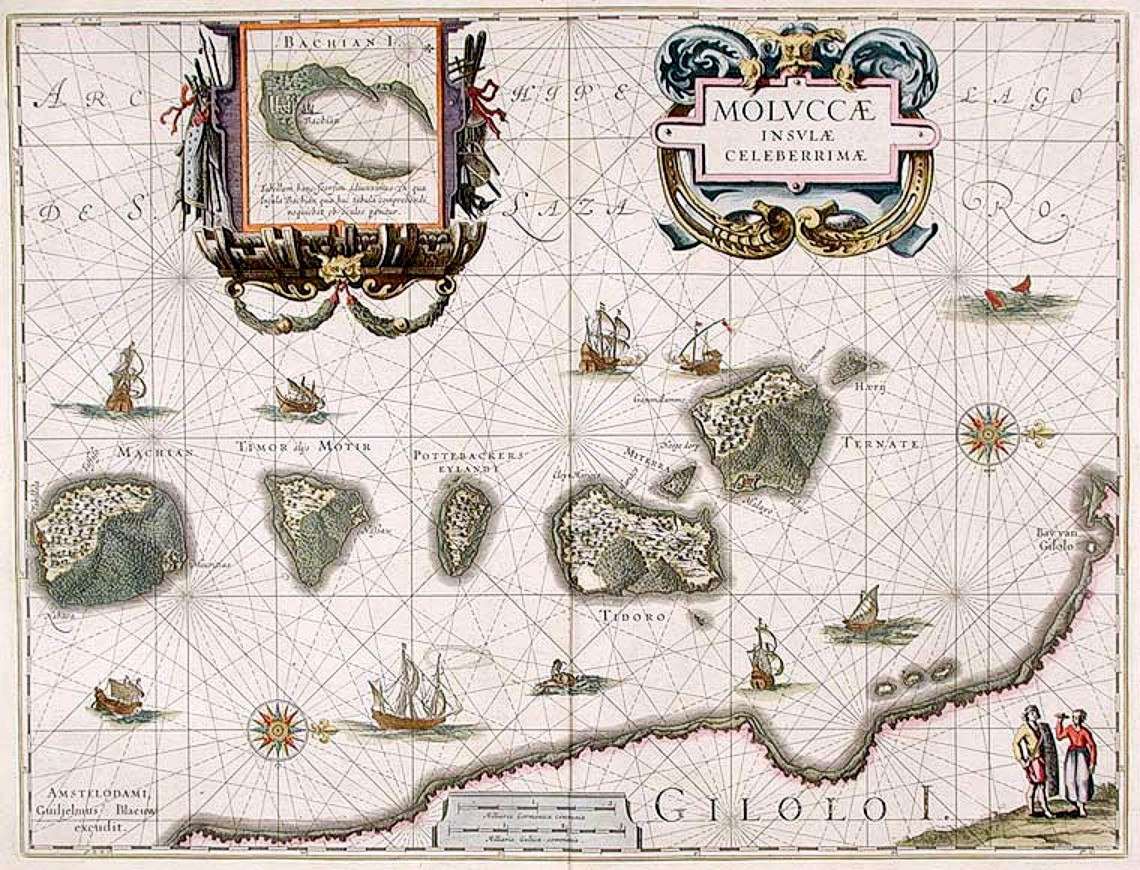
Carte de 1630 montrant les îles de Makian (Machian), Moti (Motik), Mare (Pottebackers), Tidore, Maitara (Miterra), Ternate, Hiri (Herij) et Halmahera (Gilolo).

Halmahera est située à 74 km au nord de l'île d'Obi, à 213 km au nord-nord-ouest de l'île de Seram et à 242 km à l'est de la province de Sulawesi du Nord, sur l'île de Célèbes. L'île fait partie de la province des Moluques du Nord.

## Population

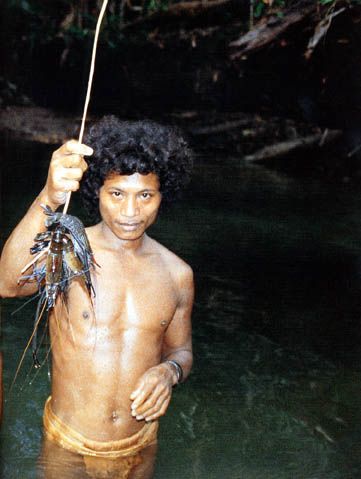
Pêcheur à l'écrevisse traditionnelle tugutil

Les langues parlées à Halmahera appartiennent à deux groupes nettement distincts :
- celles du nord forment le groupe dit nord-halmahérien, qui appartient à la famille dite du papou occidental et inclut également les langues de Ternate et Tidore ;
- celles du sud appartiennent au groupe dit central-oriental de la branche malayo-polynésienne des langues austronésiennes.

Certains auteurs pensent donc que, de Halmahera, seraient parties les populations qui allaient conquérir tout le Pacifique : les Océaniens, inventeurs de la civilisation Lapita et précurseurs des peuples qui sont appelés de nos jours, depuis Jules Dumont d'Urville, Micronésiens, Mélanésiens et Polynésiens.
Près de 1500 à 3000 Tugutils, petite population semi nomade appelée aussi les O Hongana Manyawa ou aussi les Tobelo Dalam (Forest Tobelo en anglais), vivent sur Halmahera. De 300 à 500 vivraient de façon isolée dans la forêt du parc national préservé d'Aketajawe-Lolobata où ils puisent leurs moyens de subsistance. Ils doivent parfois faire face à l'exploitation du bois mais aussi minière. Beaucoup de Togutil se sont mélangés avec les populations de la côte et certains vivent à côté des villages et se sont mis à faire des échanges de produits. Les autorités régionales oeuvrent pour faciliter leur intégration. Ainsi des Togutils se sont installés dans des maisons construites dans le cadre de programmes d'insertion sociale, comme au village de Dodaga sur l'île de Maba.

## Divisions administratives
L'île est divisée en 5 kabupaten :
- Halmahera occidental (chef-lieu Jailolo),
- Halmahera du Sud (Labuha),
- Halmahera central (Weda),
- Halmahera oriental (Maba) et
- Halmahera du Nord (Tobelo).

## Économie
Sur cette île volcanique et couverte de forêts, les habitants produisent sur la côte du riz, du cacao, du café, de la canne à sucre, du coprah et des épices (clous de girofle), exportés par les ports de Gilolo et de Ternate.

### L'industrie minière

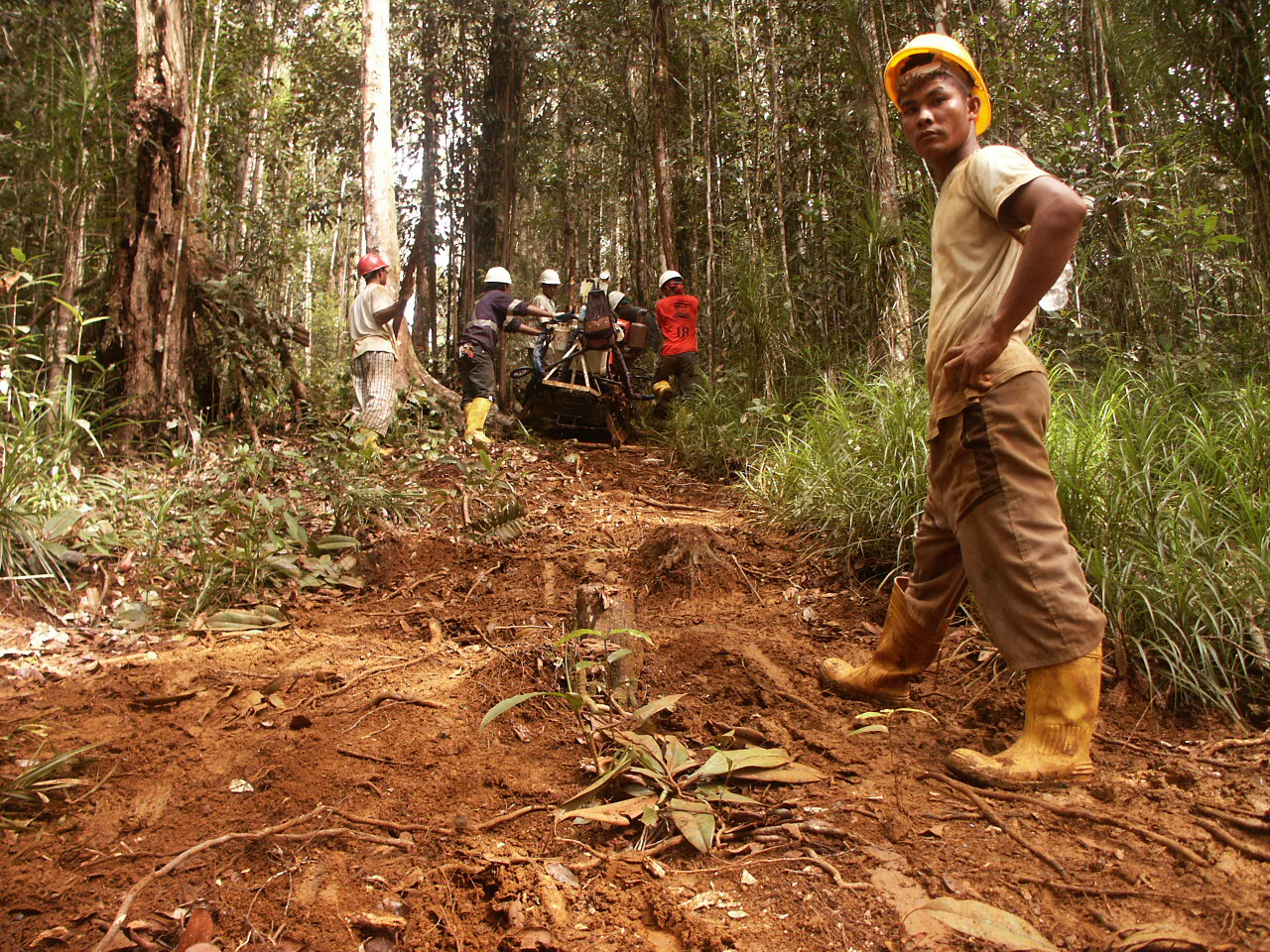
Prospection minière en forêt.

Des gisements de nickel, cuivre, or et charbon sont exploités. La société minière Eramet est en train de développer un gisement de nickel et de construire une usine de traitement dans le golfe de Weda, dans le kabupaten (département) de Halmahera central.
La société australienne Newcrest Mining exploite deux mines d'or à Halmahera, Gosowong et Toguraci. Toguraci a été l'objet d'un conflit entre la société et la population locale. De 2003 à 2004 ont eu lieu des mouvements de protestation intermittents. Jusqu'à fin 2003, la sécurité de la mine était assurée par l'armée de terre indonésienne, aux frais de Newcrest Mining. L'armée a ensuite été remplacée par la Brigade Mobil, un corps de la police indonésienne organisée comme une unité militaire. En janvier 2004, une personne a été tuée et plusieurs blessées lors d'un mouvement de protestation.
Depuis 2004, la société minière d'État PT Aneka Tambang ou Antam a transféré ses opérations dans la baie de Buli. Auparavant, elle opérait dans l'île de Gebe, également à Halmahera central. Comme à Gebe, à Buli, Aneka Tambang exploitera des gisements de nickel pendant 30 ans. Pas moins de 17 % du nickel mondial vient d'une seule mine (selon son site internet en 2023), mine en forte expansion (ayant plus que doublé depuis 2020 pour atteindre près de 2,5 km de long et environ 30 000 employés) et qui menace le mode de vie des Hongana Manyawa, selon des vidéos publiées en 2024 montrant des membres de la tribu amaigris et sortis de leur forêt pour mendier de la nourriture après que le début d'extension de la mine ait pollué l'eau et fait disparaitre ou régresser les animaux sauvages de la région. Les autochtones sont selon la constitution indonésienne depuis 2013 responsables des forêts coutumières, mais ils sont toujours dépourvus de titres fonciers et en l'absence d'une législation spécifique, ils peinent à faire respecter par Weda Bay Nickel (WBN) leurs droits sur les terres qui chevauchent la concession minière, selon les ONG. WBN agit via une coentreprise majoritairement détenue par le géant chinois de l'acier Tsingshan et minoritairement par le groupe français Eramet (dont le nouveau président a accompagné Emmanuel Macron en visite en Indonésie le 28 mai 2025). Ces deux groupes affirment qu'il n'y a pas de preuves de présence d'autochtones dans le périmètres minier, alors qu'il y a « des preuves de l'existence de tribus isolées autour de Weda Bay », selon la direction générale du charbon et des minéraux du ministère indonésien de l'Énergie et des Ressources minérales, qui s'engage à « protéger les droits des peuples autochtones et à garantir que les activités minières ne nuisent pas à leur vie et à leur environnement ». Amnesty International et Survival International craignent pour la survie de la tribu à moyen ou long termes. Le groupe Tesla (d'Elon Musk) a signé des accords d'investissement dans le nickel indonésien, mais en proposant l'édiction de zones interdites protégeant les peuples autochtones. le suédois Polestar a dit en 2024 ne pas vouloir mettre en danger des « communautés non contactées » dans sa chaîne d'approvisionnement.

## Protection de l'environnement
Le parc national d'Aketajawe-Lolobata, comptant 167 300 ha de forêts tropicales au nord de l'île, a été déclaré parc national en 2004.